# Cruzilles-lès-Mépillat

Cruzilles-lès-Mépillat este o comună în departamentul Ain din estul Franței.